# إحسان سغلام
إحسان سغلام (بالتركية: İhsan Sağlam)‏ (ولدَ في 1876، طرابزون - توفي في 29 مارس 1949، إسطنبول) هو سياسي عثماني، تولى منصب عضو البرلمان التركي.

## مناصبه
تولى المناصب التالية:
- عضو في البرلمان التركي (23 أبريل 1920–1 أبريل 1923)
- عضو في البرلمان التركي (11 أغسطس 1923–2 أغسطس 1927)